# Singer Corporation
A Singer Corporation é uma manufatura norte-americana de máquinas de costura, fundada inicialmente como I. M. Singer & Co. em 1851 por Isaac Singer com o advogado de Nova York Edward Clark. 
Mais conhecida por suas máquinas de costura, foi renomeada como Singer Manufacturing Company em 1865, depois Singer Company em 1963. Ela está sediada em La Vergne, Tennessee, perto de Nashville. Sua primeira grande fábrica para produção em massa foi construída em 1863 em Elizabeth, Nova Jersey.

## Visão geral
A Singer foi fundada com o nome I.M. Singer & Co em 1851, pelo empresário e inventor Isaac M. Singer e o advogado nova-iorquino Edward C. Clark.
A companhia é a maior fabricante mundial de máquinas de costura doméstica. Presente em mais de 150 países, a Singer possui hoje quase 10 mil funcionários e é líder na maioria dos mercados em que atua.

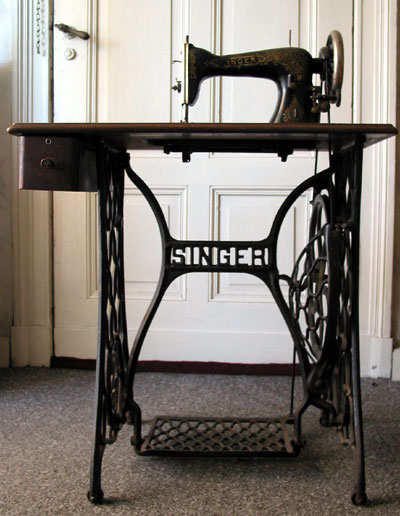
Antiga máquina de costura da Singer.

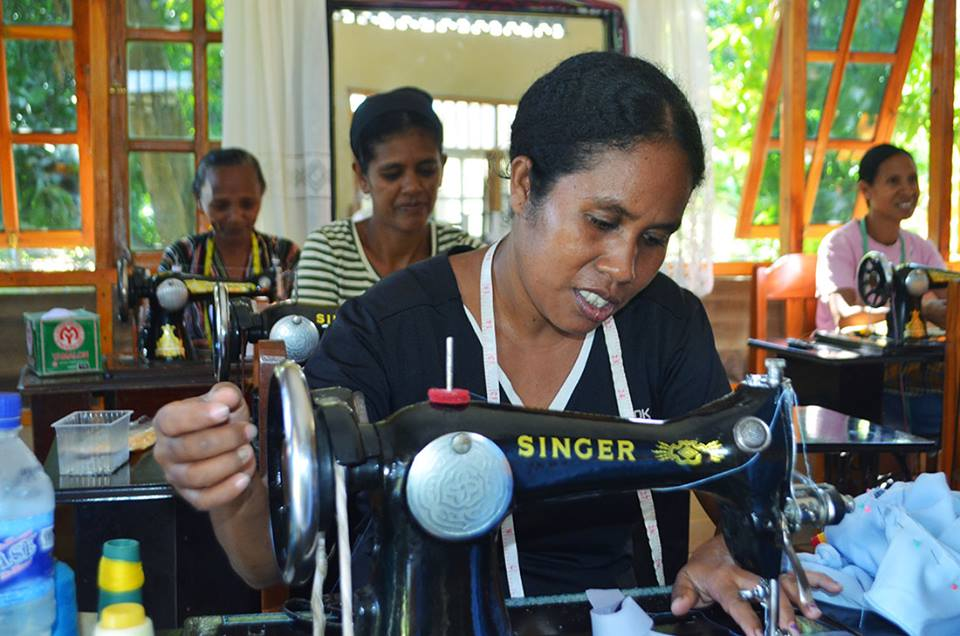
Mulher em Timor-Leste com uma máquina de costura de Singer (2017).

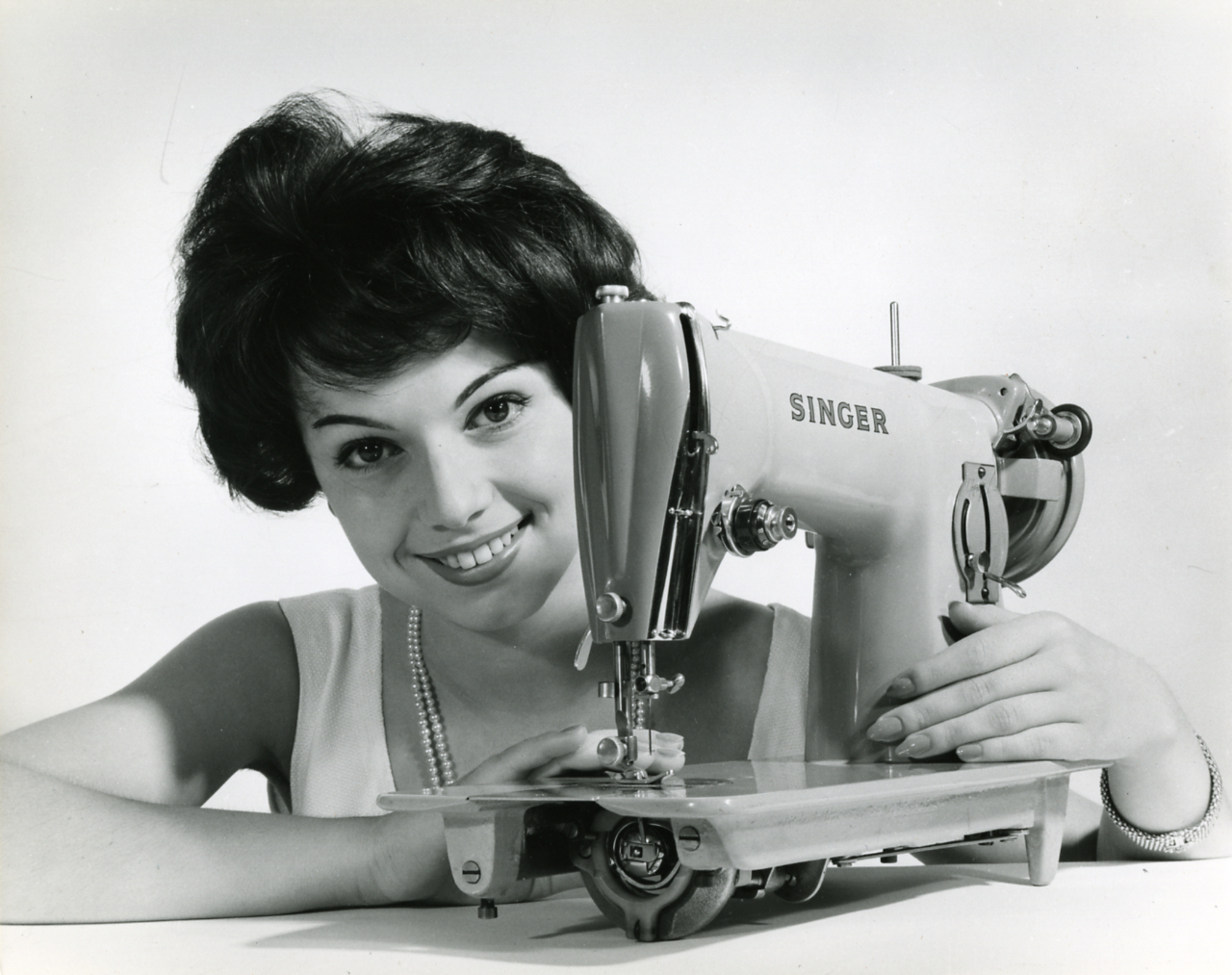
Foto Paolo Monti, Milão 1963.

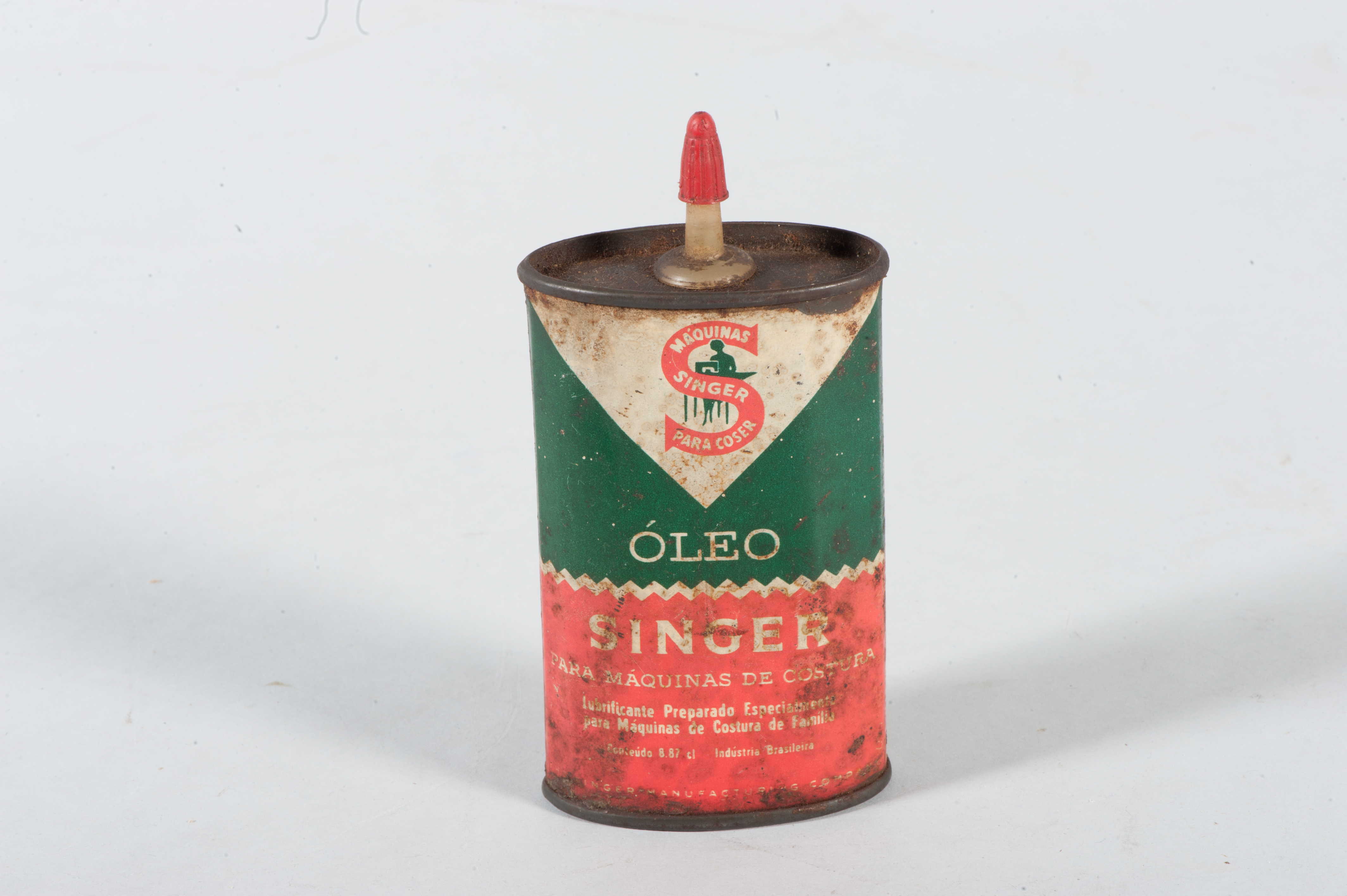
Antiga lata de óleo de costura Singer, disponível no acervo do Museu Paulista.

A ideia de se costurar através de uma máquina surgiu no ano de 1760 e passou muito tempo despercebida. Inúmeros inventores desenvolveram projetos e patentearam novos modelos de máquinas de costura, porém, nenhum deles era prático.
A construção da primeira máquina de costura Singer, há mais de 160 anos, representou o ponto de partida de uma evolução que proporcionou a todas as mulheres, em todos os pontos do globo, os meios para realizarem suas tarefas de costura de forma mais produtiva, reduzindo os custos e o tempo despendido na confecção de roupas.
No ano de 1850, o Sr. Isaac Merrit Singer (mecânico, ator e inventor) conheceu, na oficina do Sr. Orson Phelps, uma máquina de costura. Ao analisar cuidadosamente o seu funcionamento, sugeriu modificações que revolucionaram sua fabricação. Em onze dias, estava pronta a primeira máquina de costura realmente eficiente. Singer solicitou uma patente em 1851 e continuou a melhorar sua máquina até sua morte, em 1875, aos 63 anos.
Em 1851, o Sr. Isaac Singer fundou a SINGER, que inicialmente enfrentou sérios problemas para introduzir seu produto, pois o público não acreditava que a máquina funcionava corretamente. Mas, aos poucos, o produto foi ganhando credibilidade.
Visando facilitar a compra das máquinas, a Singer foi pioneira na introdução do sistema de vendas a prazo. A empresa cresceu no mercado mundial e o nome Singer se firmou como sinônimo de máquina de costura.

## Singer no Brasil
A história da Singer do Brasil se confunde com a própria história do país. Tudo começou em 1858, quando foi aberto no Rio de Janeiro, na Rua da Quitanda, o primeiro ponto de vendas das máquinas de costura no Brasil. A primeira loja da Singer seria a terceira do gênero no Brasil, sendo inaugurada em 1860 na Rua do Ouvidor, 117.
Trinta anos depois, pelo decreto 9.996, a Princesa Isabel concedeu autorização para a Singer funcionar no Brasil. O escritório central continuaria no Rio de Janeiro e foram abertas novas filiais: Niterói, Campos, São Paulo, Salvador, Recife e Pelotas. Nesta época, a Singer introduziu no Brasil o sistema de vendas a crédito, com pagamentos semanais de um mil réis.
Em 22 de agosto de 1905, a Singer obteve o registro definitivo para operar no país. A organização expandiu-se e, em 1913, atingiu o recorde de 3 milhões de máquinas de costura vendidas em todo o mundo. Os vendedores não mediam esforços para introduzir os produtos e as filiais multiplicaram-se, gerando a decisão da instalação de uma fábrica de máquinas de costura. A Singer adquiriu, em meados de 1950, a tradicional Fazenda Palmeiras, com 300 alqueires de terra e localizada no bairro de Viracopos, município de Campinas. Em 1951, enquanto a Singer Mundial comemorava 100 anos de existência, iniciava-se a construção daquela que seria a primeira fábrica de máquinas de costura da América Latina. A construção foi rápida e, em 14 de maio de 1955, foi inaugurada, pelo então Presidente do Brasil, Café Filho, e pelo governador do Estado de São Paulo, Jânio Quadros, a Companhia Industrial Palmeiras de Máquinas e Móveis.
Na época da inauguração, a Singer empregava 548 pessoas. O crescimento foi tão rápido que, em 1958, a fábrica fazia a sua primeira exportação de 200 máquinas para o Chile. As vendas aumentavam e puxavam a produção. Novos produtos foram desenvolvidos e lançados no mercado brasileiro e a fábrica foi ficando pequena. Essa situação determinou um plano de expansão e a criação de outras duas unidades: a fábrica de Agulhas, em 1968, na cidade de Indaiatuba/SP aonde também é localizado o administrativo atualmente, e a fábrica de máquinas de costura, localizada em Juazeiro do Norte (CE), inaugurada em 1997, a mesma encerrou suas atividades em abril de 2019, mudando sua produção para a Ásia.